# Schoenus insolitus
Schoenus insolitus là loài thực vật có hoa trong họ Cói. Loài này được K.L.Wilson miêu tả khoa học đầu tiên năm 1997.